# ردود الفعل الدولية على مجزرة قانا 2006

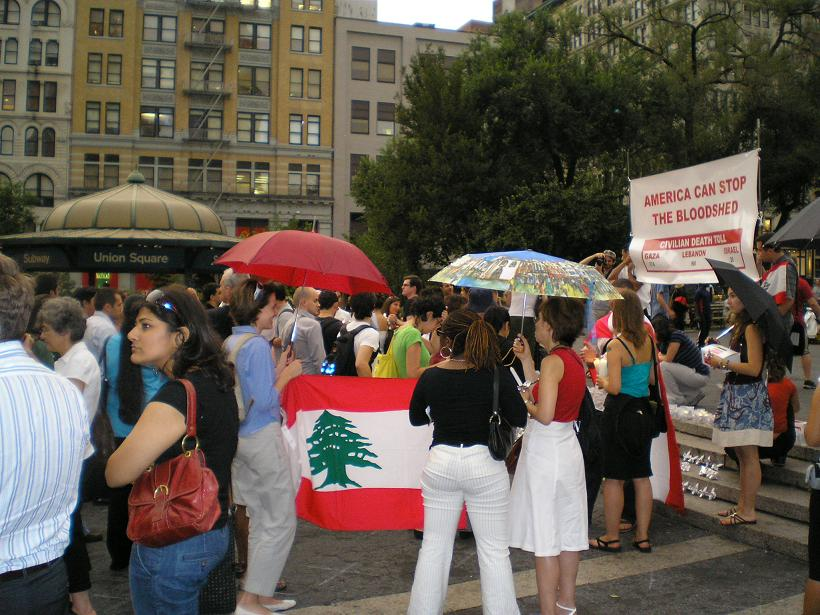
مدينة نيويورك: ساحة الاتحاد احتجاجا على القصف الإسرائيلي على لبنان، 3 أغسطس 2006.

إن ردود الفعل الدولية على مجزرة قانا 2006 التي شهدت أكبر خسارة في أرواح المدنيين في الصراع الإسرائيلي - اللبناني عام 2006 ثمانية وعشرين قتيلا وثلاثة عشر مفقودا وشملت إلى حد كبير إدانة إسرائيل من قبل العديد من البلدان في جميع أنحاء العالم مما أدى إلى 48 ساعة المفترضة ووقف العمليات الجوية من قبل القوات الجوية الإسرائيلية. استؤنفت التفجيرات بعد ساعات قليلة فقط من بدء وقف العمليات الجوية.

## المنظمات الدولية
- الأمم المتحدة: دعا الأمين العام للأمم المتحدة كوفي عنان إلى عقد اجتماع عاجل لمجلس الأمن يوم الأحد بناء على طلب رئيس الوزراء اللبناني فؤاد السنيورة حيث تمت مناقشة مشروع قرار فرنسي يتضمن وقف إطلاق النار فورا. في الاجتماع قال عنان: «يجب علينا أن ندين هذا العمل بأقوى العبارات الممكنة... إنني أشعر بجزع عميق لأن دعواتي السابقة إلى الوقف الفوري للأعمال العدائية لم تستجب مما أدى إلى استمرار قتل الأبرياء ومدنيون أبرياء لا يزالون يعانون».[1]

## لبنان
- لبنان: طلبت الحكومة اللبنانية من كوندوليزا رايس إلغاء زيارة إلى لبنان تصر على أنها لن تتفاوض إلا على وقف فوري وغير مشروط لإطلاق النار. عارض وزير الدفاع اللبناني إلياس المر ادعاءات أن حزب الله يطلق صواريخ من قانا وقال: «ماذا تتوقع إسرائيل أن تقول أنها ستقتل 40 طفلا وامرأة».[2]
  - حزب الله: إن هذه المجزرة المروعة لن تكون بدون رد.

## إسرائيل
- إسرائيل: قال السفير الإسرائيلي لدى الأمم المتحدة دان غيلرمان أنه «حادث مأساوي مروع». قال غيلرمان إن القتلى كانوا «من ضحايا حزب الله» وقال أنه يستخدم المباني المدنية كغطاء لإطلاق الصواريخ على إسرائيل. قالت المتحدثة باسم الحكومة الإسرائيلية ميري ايسن أن إسرائيل «تعرب عن أسفها العميق لما حدث وادعت أنه سيجرى تحقيق في إسرائيل لمعرفة كيف حدثت الغارة الجوية».[3]

## الشرق الأوسط الكبير
- جامعة الدول العربية: قال أمين عام جامعة الدول العربية أن: «الهجمات التي يقوم بها الجيش الإسرائيلي تستهدف المدنيين والبنية التحتية اللبنانية هو تأكيد آخر للنوايا العدوانية الإسرائيلية».
- الجزائر: أصدرت وزارة الخارجية بيانا أدانت فيه «هذا العمل الإجرامي الذي لا يمكن أن يبرره أي شيء» وطلبت وقف إطلاق النار فورا وغير مشروط.[4]
- مصر: قال رئيس جمهورية مصر العربية حسني مبارك أن: «جمهورية مصر العربية تعرب عن بالغ قلقها وإدانتها للقصف الإسرائيلي غير المسؤول على قرية قانا اللبنانية والذي أسفر عن سقوط ضحايا أبرياء معظمهم من النساء والأطفال».[5]
- العراق: قال آية الله العظمى علي الحسيني السيستاني أكبر رجل دين شيعي في العراق أن «الدول الإسلامية لن تغفر الكيانات التي تعرقل وقف إطلاق النار». أضاف: «لا يمكن أن نقف عاجزين أمام هذا العدوان الإسرائيلي على لبنان إذا لم يتم فرض وقف فوري لإطلاق النار في هذا العدوان الإسرائيلي فإن العواقب الوخيمة ستقع على المنطقة».[6]
- الأردن: ندد ملك الأردن عبد الله الثاني بن الحسين: «بالجريمة البشعة التي ارتكبتها القوات الإسرائيلية في قانا وهو انتهاك صارخ لجميع القوانين الدولية».[7]
- الكويت: أدان جاسم الخرافي رئيس مجلس الأمة الكويتي الهجمات وقال: «إن العدوان الإسرائيلي الوحشي على لبنان تجاوز كل الحدود الأخلاقية والإنسانية وشكل انتهاكا للقانون الدولي وحقوق الإنسان والمجتمع العالمي». كما أدان رئيس وزراء الكويت ناصر المحمد الأحمد الصباح الهجمات.[8]
- السلطة الوطنية الفلسطينية: قال رئيس السلطة الوطنية الفلسطينية محمود عباس أن: «ما حدث في قانا مجزرة قبيحة ومن الجرائم الإسرائيلية الجديدة التي يتوجب وقفها فورا لحماية المدنيين».[9]
  - حركة حماس: قال مشرع في حماس: «في مواجهة هذه الحرب المفتوحة ضد الدول العربية والإسلامية فإن كل الخيارات مفتوحة بما في ذلك ضرب عمق الكيان الصهيوني».
- الجمهورية العربية الصحراوية الديمقراطية: رأت الحكومة الصحراوية أن: «استخدام العنف وسياسة الأمر الواقع الاستعماري من خلال احتلال الأراضي والذبح والإرهاب ضد المواطنين العاجزين يتناقض مع الأخلاق والقوانين والأعراف الإنسانية وضد الشرعية الدولية» وفقا لبيان صحفي أعرب فيه أيضا عن: «تضامنه مع الشعب اللبناني في هذه المأساة بسبب الذبح الذي ارتكبته القوات الإسرائيلية ضد قرية قانا والدعم في كفاحها للدفاع عن استقلالها والسيادة الإقليمية» و«تضامنها مع الشعب الفلسطيني الذي يواجه الاعتداءات التي ترتكبها القوات الإسرائيلية وحث على تمكين هذا الشعب على وجه السرعة من ممارسة حقه في تقرير المصير وإقامة دولته المستقلة».[2]
- سوريا: قال السفير السوري في الأمم المتحدة بشار الجعفري أن: «هذه القنابل... قنابل أمريكية وتطلق عليها قنابل موجهة بالليزر لكنها في الواقع قنابل موجهة بالكراهية ولسوء الحظ فإن هذه القنابل مصنوعة في الولايات المتحدة» وقال رئيس سوريا بشار الاسد أيضا أن: «المجزرة التي ارتكبتها إسرائيل في قانا هذا الصباح تظهر همجية هذا الكيان العدواني وتشكل إرهابا للدولة يرتكب أمام عيون وآذان العالم».
- تونس: أعربت الدولة عن «إدانتها لهذا العمل الإجرامي».[10]
- الإمارات العربية المتحدة: دعا الحدث «مجزرة قبيحة».[11]

## الأمريكتان
- منظمة الدول الأمريكية: أصدر الأمين العام لمنظمة الدول الأمريكية خوسيه ميغيل إنسولزا بيانا يدين: «مقتل المدنيين الأبرياء خاصة الأطفال في قانا في لبنان نتيجة القصف الإسرائيلي». دعا البيان أيضا إلى وقف فوري للأعمال العدائية من جانب جميع الأطراف.
- البرازيل: في رسالة مؤرخة 30 يوليو 2006 إلى رئيس وزراء لبنان فؤاد السنيورة قال الرئيس لويس إيناسيو لولا دا سيلفا أنه: «أصيب بالصدمة والغضب والفزع إزاء القصف الإسرائيلي العنيف الذي وقع يوم الأحد على قانا في جنوب لبنان بما في ذلك عشرات الأطفال والنساء والمسنين».
- كندا: قال وزير الشؤون الخارجية بيتر ماكاي: «هذه ظروف مأساوية جدا ولقد تأثر شعب لبنان وإسرائيل بشدة بالقصف... المأساة بحق للمدنيين وقد دمرت البنية التحتية في أجزاء من لبنان خاصة الجنوب». أوضح رئيس الوزراء الكندي ستيفن هاربر أن كندا تؤيد الحملة العسكرية الإسرائيلية ضد مقاتلي حزب الله في لبنان. أثار مايكل إغناتييف المرشح البارز لزعامة حزب الأحرار الكندي الجدل بقوله أنه في حين أن الوفيات كانت مأساوية إلا أنه «لم يفقد النوم». تسبب لاحقا في جدل إضافي بالإشارة إلى الغارة الجوية على أنها جريمة حرب.
- تشيلي: أصدر وزير الخارجية أليخاندرو فوكسلي بيانا قال فيه: «نحن نرغب في وقف فوري لإطلاق النار وانسحاب القوات الغازية من لبنان».
- المكسيك: أدانت وزارة الخارجية المكسيكية التكتيكات التي استخدمها حزب الله مثل إطلاق الصواريخ على المدنيين في إسرائيل مثلما فعلت إسرائيل ضد لبنان على أنه استخدام غير متناسب للقوة.
- الولايات المتحدة: أعلنت وزيرة الخارجية الأمريكية كوندوليزا رايس أنها أرجأت زيارتها إلى بيروت وأضافت: «نحن [حكومة الولايات المتحدة] نريد وقف إطلاق النار في أقرب وقت ممكن وكنت أريد وقف إطلاق النار أمس إذا كان ذلك ممكنا ويجب على الأطراف أن توافق على وقف إطلاق النار ويجب أن تكون هناك شروط معينة... أي وقف لإطلاق النار يجب أن تكون الظروف التي ستكون مقبولة للطرفين». رئيس الولايات المتحدة جورج دبليو بوش قال أن الولايات المتحدة «تنعى فقدان حياة الأبرياء» وأن على جميع الأطراف التي لها مصلحة في الصراع في الشرق الأوسط«العمل معا لتحقيق سلام مستدام». رفضت إدارة بوش الدعوة إلى وقف فوري لإطلاق النار حيث قال المسؤولون إنهم يريدون إنهاء «مستدام» للأعمال القتالية وهو يتضمن جهودا لمنع هجمات حزب الله في المستقبل على إسرائيل.
- فنزويلا: قال نائب رئيس فنزويلا خوسيه فيسينتي رانجيل: «إن قتل العشرات من النساء والأطفال ليس له أي مبرر على الإطلاق». ألقت اللوم على الأمم المتحدة والدول الأخرى القوية على الهجوم لأنهم ردوا على الحملة العسكرية الإسرائيلية في فلسطين ولبنان ب«الصمت والسهو».

## آسيا
- بنغلاديش: دعا وزير خارجية بنغلاديش الهجمات بأنه إرهاب دولة.
- إيران: ذكرت وزارة الخارجية الإيرانية أن «تفجير قانا هو نتيجة رحلة رايس إلى المنطقة وينبغي محاكمة بعض المسؤولين الأمريكيين على الجرائم في لبنان».
- الهند: أصدرت وزارة الشؤون الخارجية بالبلاد البيان التالي: «إن الهند تدين بشدة القصف غير المسؤول والعشوائي المستمر على لبنان من قبل الجيش الإسرائيلي متجاهلة دعوات ضبط النفس».
- اليابان: أصدرت حكومة اليابان البيان التالي: «تعرب حكومة اليابان عن استيائها الشديد للحادث الذي وقع في 30 يوليو والذي قتل فيه العديد من المدنيين اللبنانيين بمن فيهم الأطفال على يد ضربة جوية للقوات الجوية الإسرائيلية على الرغم من النداءات المتكررة لضبط النفس من قبل المجتمع الدولي لإسرائيل». كما دعا إلى وقف فوري لإطلاق النار.
- باكستان: قال رئيس الوزراء شوكت عزيز: «إن الحكومة الباكستانية والشعب الباكستاني يدينان بشدة هذا الحادث المحزن الذي يعد عدوانا لا مبرر له بوضوح ويدعو إلى وقف فوري لإطلاق النار».
- الصين: قال المتحدث باسم وزارة الخارجية ليو جيان تشاو أن جمهورية الصين الشعبية تدين بشدة الغارة الجوية مضيفة أن الصراع اللبناني الإسرائيلي قد خلق بالفعل كارثة إنسانية خطيرة في لبنان وأن الصين تدعو بشدة إلى فرض فوري وغير مشروط لوقف إطلاق النار من أجل منع وقوع كارثة أكبر".
- سنغافورة: أدان المسؤولون السنغافوريون الهجمات ودعوا الأمم المتحدة إلى الحصول بسرعة على وقف إطلاق النار فوري.
- كوريا الجنوبية: أصدرت وزارة الخارجية والتجارة بيانا أعربت فيه عن أسفها للخسائر في الأرواح جراء الغارات الجوية الإسرائيلية. كما دعت الحكومة اللبنانية إلى بذل جهود لإعادة الجنود الإسرائيليين المختطفين.
- فيتنام: المتحدث باسم وزارة الخارجية لو دزونغ قال: «فيتنام تدين الغارة الجوية الإسرائيلية على قرية قانا في جنوب لبنان في 30 يوليو 2006 التي قتلت العديد من المدنيين ومعظمهم من الأطفال والنساء. فيتنام يدعو الأطراف المعنية إلى تنفيذ وقف فوري لإطلاق النار وممارسة أقصى قدر من ضبط النفس لتجنب التسبب في مزيد من الضرر للمدنيين».

## أوروبا
- الاتحاد الأوروبي: قال الممثل الأعلى للسياسة الخارجية والأمنية المشتركة للاتحاد الأوروبي خافيير سولانا أنه «تحدث إلى رئيس وزراء لبنان... لقد عبرت له عن عميق استيائي وحزن عميق إزاء الهجوم ووفاة المدنيين الأبرياء في قانا ولا شيء يمكن أن يبرر ذلك».
- فرنسا: قال الرئيس الفرنسي جاك شيراك أن «فرنسا تدين هذا العمل غير المبرر الذي يظهر أكثر من أي وقت مضى ضرورة التحرك نحو وقف فوري لإطلاق النار».
- المملكة المتحدة: قالت وزيرة الخارجية البريطانية مارغريت بيكيت: «إنه أمر مروع للغاية، إنه أمر مروع للغاية وقد حثنا إسرائيل مرارا على التصرف بشكل متناسب».
- ألمانيا: قال وزير الخارجية فرانك فالتر شتاينماير أن «الأولوية القصوى يجب أن تكون الآن وقف إطلاق النار في أسرع وقت ممكن» وأعرب عن رعبه للوفيات.
- اليونان: قال المتحدث باسم وزارة الخارجية جيورجوس كوموتساكوس «إننا نملأ بخيبة وحزن عميق... وإن الحاجة إلى وقف فوري لإطلاق النار أكثر أهمية من أي وقت مضى».
- ايرلندا: أدان رئيس الوزراء الايرلندي بيرتي أهيرن الهجوم قائلا أنه صدم وأذهل من الخسائر الفادحة في الأرواح وأن هناك حاجة ماسة إلى وقف فوري لإطلاق النار. وصف الهجوم بأنه حقير.
- إيطاليا: قال رئيس الوزراء الإيطالي رومانو برودي «إنني آمل حقا في العثور على طريق للسلام مرة أخرى».
- النرويج: قال وزير الشؤون الخارجية النرويجي يوناس غار ستوره «إن النرويج تدين مثل هذه الأعمال ضد المدنيين وتدعو إلى وقف فوري لإطلاق النار» ووصفت الهجوم بأنه «انتهاك واضح للقانون الدولي».
- إسبانيا: أعربت الحكومة الإسبانية عن «قلقها الشديد وتدين القصف الإسرائيلي».
- السويد: قال رئيس الوزراء السويدي غوران بيرسون أنه رد فعل مع الفزع والغضب. علق قائلا أنه «حتى إسرائيل يجب أن تقف من أجل الحقوق الدولية وأن تستخدم تدابير مضادة متناسبة في وضعها».
- تركيا: ذكرت أنقرة «إننا نشعر بالحزن العميق بسبب وفاة الأبرياء». دعت وزارة الخارجية إسرائيل إلى وقف فوري لإطلاق النار.
- مدينة الفاتيكان: قال البابا بنديكتوس السادس عشر «بسم الله أدعو جميع المسؤولين عن دوامة العنف هذه حتى يتم وضع الأسلحة فورا على جميع الأطراف».

## منظمات غير حكومية
- أصدرت منظمة العفو الدولية بيانا جاء فيه: «إن الهجوم المدمر على قانا يوضح أن هناك حاجة ماسة إلى وقف فوري وكامل لإطلاق النار. إن التدابير التي اتخذتها إسرائيل لتعليق الغارات الجوية على جنوب لبنان بشكل مؤقت غير كافية. أظهر كلا طرفي هذا الصراع تجاهل صارخ قوانين الحرب والمدنيين وكلا الجانبين يدفعون الثمن كجرائم حرب كثيرة...».
- هيومن رايتس ووتش: أصدرت منظمة حقوق الإنسان بيانا يضع مسؤولية الهجمات على إسرائيل. جاء في البيان أن «إسرائيل لا تزال ملتزمة التزاما صارما بتوجيه الهجمات إلى أهداف عسكرية فقط واتخاذ كافة الاحتياطات الممكنة لتجنب الخسائر العرضية في حياة المدنيين».